# Linda Voortman

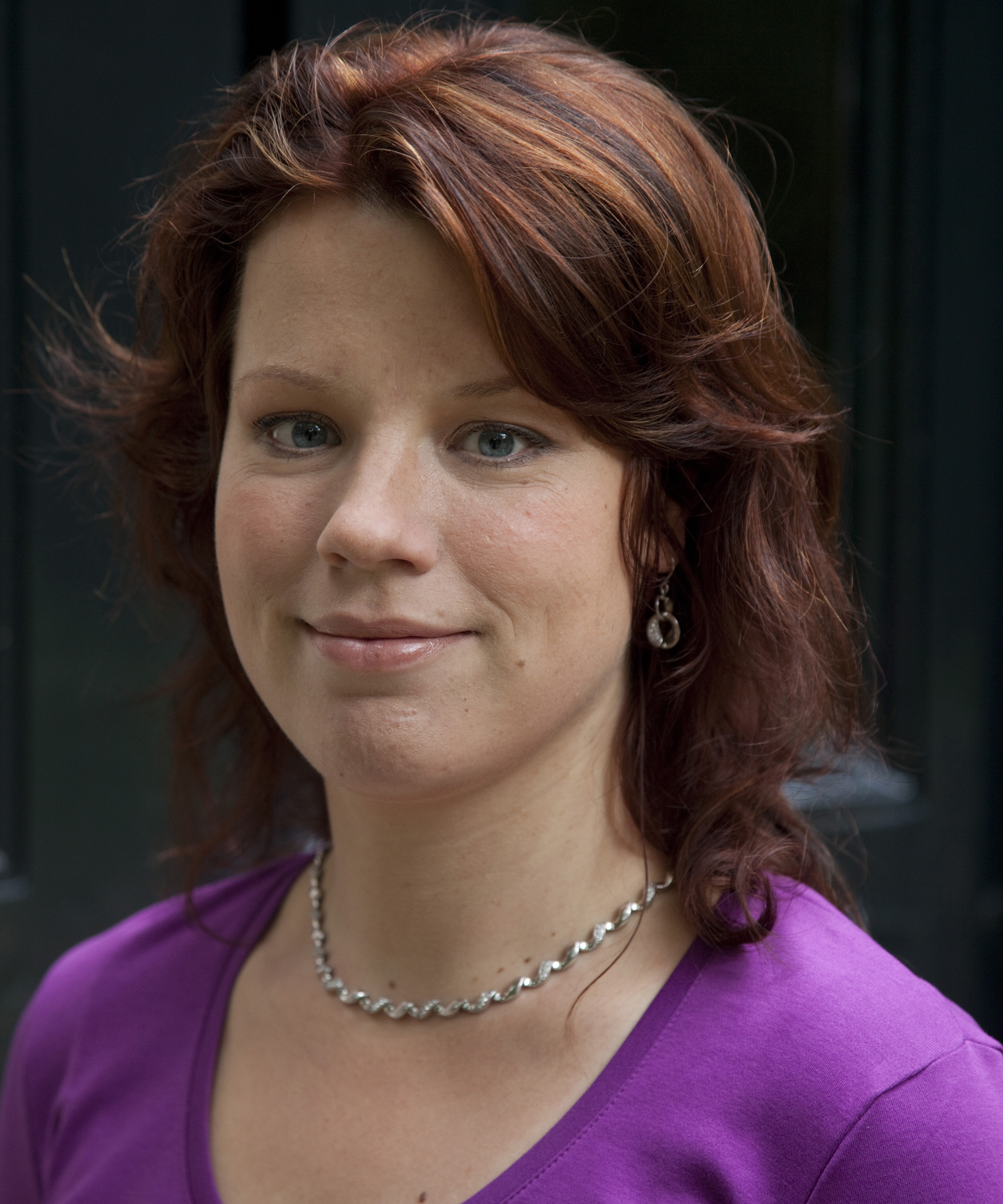
Linda Voortman, 2010

Linda Geertruida Johanna Voortman (* 27. Juni 1979 in Enschede) ist eine niederländische Politikerin der Partei GroenLinks.

## Leben
Voortman studierte an der Reichsuniversität Groningen Anglistik und Literaturwissenschaften. 
Von 2002 bis 2008 war sie Mitglied im Stadtrat von Groningen. Von 2008 bis 2010 war sie Gewerkschafterin der Federatie Nederlandse Vakbeweging (FNV) und von 2010 bis 2018 Abgeordnete in der Zweiten Kammer der Generalstaaten. Seit dem 7. Juni 2018 ist sie Beigeordnete in Utrecht. Sie lebt in Utrecht.